# Jiquipilco
Jiquipilco o San Juan Jiquipilco es un pueblo mexicano y cabecera municipal de Municipio de Jiquipilco, en la que Jiquipilco las y los visitantes nacionales y extranjeros pueden admirar la Iglesia de San Juan Bautista y el Santuario de Santa Cruz Tepexpan, los cascos de las ex haciendas de Mañi, Nixiní, Santa Isabel y Boximo.

## Toponimia
su nombre proviene del nahuatl, significa Lugar de bolsas. Se ha considerado por muchos como la capital mexiquense del “Pulque” debido a que se hace cada año en este lugar una feria temática en honor a esta bebida ancestral y mucha simbología como esculturas en honor a “Mayahuel”(Diosa prehispánica del maguey) y al “Tlachiquero” (productor de derivados del Maguey). 
Entre las celebraciones más destacadas se encuentra la festividad del Señor de Jiquipilco, celebrada durante la primera semana de marzo, y otra dedicada a San Juan Bautista, que tiene lugar el 24 de junio. Aquellos que disfrutan de la aventura y buscan conectarse con la naturaleza pueden explorar el Parque Ecoturístico Presa el Jabalí, Presa Verde y Cerro la Bufa, donde tienen la oportunidad de participar en actividades como montañismo, senderismo, rapel y campismo.

## Historia
Los hallazgos de restos de mamut, objetos de piedra o de obsidiana, que se han realizado en las comunidades de Santa Cruz Tepexpan, Santa María Nativitas, San Felipe Santiago, San Miguel Yuxtepec, que comúnmente son llamados por la gente como huesos de gigante, demuestran que hubo asentamientos humanos en esos lugares. Las primeras noticias de los otomíes aparecen en el año de 3 Toctl (1274 a. C.), cuando ocurrieron las migraciones de Xicomostoc, lugar mitológico donde partieron en peregrinación las siete tribus que se establecieron a lo largo y ancho del territorio mexicano, en su recorrido pasaron por Jilotepec, Acxotlán, Tepexí y Xiquipilco, las hordas otomianas que se implantaron en la serranía de Jiquipilco, sobrevivieron con la recolección de frutas silvestres y con la casa de animales como el mamut. Después de muchos años formaron parte de un señor muy importante, que pertenecía a los siete pueblos más grandes y poderosos que vivían en serranía, junto con los pueblos de Jilotepec, Jocotitlán, Cahuacan, Xila y Mazahuacán.
Durante las invasiones tarascas que pretendieron conquistar el valle matlatzinco, ocurrió un combate en terrenos de Jiquipilco en 1442, donde los tarascos al mando de su señor Pandecuare, logran penetrar hasta el pueblo de Jiquipilco siendo derrotados, por el gran guerrero Tlicutzpalin, causándoles una baja de 16,000 hombres, a partir de este momento el gobernante de los tarascos se convierte en aliado del pueblo de Jiquipilco. En el 12 Toctl (1478), fecha en la que ocurre la invasión azteca al valle matlatzinco hace su aparición Azayácatzin, príncipe azteca quien tuvo un combate personal con Tlilcuetepalin “Lagartija Negra”, cuyo triunfo estuvo a favor del gobernante de Xiquipilco, mediante un combate de tajo que le practicó en una pierna y que lo dejó inválido para el resto de sus días. A la llegada de los españoles a tierras del valle de Toluca, Gonzalo de Sandoval, conquistador incansable quien era el brazo derecho de Hernán Cortés, se comprometió a que en menos de quince días sometía la provincia de Xiquipilco, pero se topó con un pueblo habitado por hombres recios que preferían morir en el campo de batalla antes de verse vencidos y doblegados. En el enfrentamiento entre otomíes y españoles hace su aparición un notable guerrero de esta pequeña patria a quien se le conocía con el seudónimo “Cabeza de Piedra”, que era muy hábil en el manejo de la honda, “Cabeza de Piedra” junto con otros de sus compañeros les causaron una considerable baja de corceles y gente al ejército de Sandoval. El combate más sangriento tuvo lugar en el paraje denominado “Dongu”, donde el ejército de Sandoval perdió más de 300 hombres, en vista de tan enorme pérdida pidió refuerzos y en menos de tres días hace su aparición el enorme ejército de Intlixóchitl, de esta manera se logró la victoria de los españoles, pero jamás el sometimiento de un pueblo lleno de tradiciones y costumbres, que celosamente albergó sus raíces en la profundidad de su corazón. En 1553 se inicia la evangelización en el pueblo de Jiquipilco, a través de la orden de los Franciscanos, aunque desde 1538 se inició la construcción de un templo católico, siendo su primer beneficiario Fray Francisco de Aguilar. La doctrina que se impartía en Jiquipilco era la misma que transmitía Fray Juan de Zumárraga primer obispo de México en sus tres lenguas otomí, mazahua y mexicano. La parroquia de San Juan Bautista fue fundada en 1592, siendo su  primer párroco Fray Baltazar de Chávez, este quedó sujeto a la vicaría foránea de Tenango del Valle, siendo su santo patrono San Juan Bautista.

## Geografía

### Hidrología
La Hidrología en el municipio forma parte de la cuenca del Río Lerma, que pasa al occidente de la zona baja, cuenta con dos ríos que reciben las aguas de diversos riachuelos y escurrideros, éstos son el Sila y el Mado. Existen manantiales de cause perenne, de los cuales sobresalen: Vidado, San Bartolo, Santa Isabel, Agua Bendita, la Plata, Cadenshi, Moquentza, los Corrales, la Mirla y otras, dando un total de 18. También son parte de los recursos hidrológicos del municipio: 51 pozos profundos para el DF, 12 acueductos, 53 bordos y 24 corrientes intermitentes. 

### Geología
El Municipio de Jiquipilco, se encuentra asentado sobre el Eje Volcánico Transversal, por lo que su estructura geológica está asociada a eventos de tipo tectónico, volcánico y erosivo. Se ubica, además, en la subprovincia Lagos y Volcanes del Anáhuac. 
La composición geomorfológica está comprendida por importantes elevaciones como La Bufa, La Peñuela del Xoco, Los Lobos, La Meseta del Gallo, Cerro Grande, El Molcajete y el Monte. Estas geoformas ocupan 20% de la superficie territorial hacia el oriente. El de mayor elevación es el Cerro la Bufa con 3,600 m s. n. m., ubicado en la serranía de Monte Alto y en los terrenos comunales de San Bartolo Oxtotitlán, lugar donde se desarrollan actividades ecoturísticas, en el Parque Ecológico “El Jabalí” y el conocido Cerro de Santa Cruz Tepexpan. Las elevaciones con menor rango altitudinal con los Cerros de San Felipe, Vidado, Sila, El Tecolote, El Chagollero, El Águila y El Palo.  

### Clima
En estos suelos se pueden desarrollar de manera óptima actividades agrícolas, como el cultivo de maíz de grano, maíz forrajero, trigo y avena, también sería prioritario fortalecer el cultivo de tomate verde, fríjol y haba en grandes proporciones.

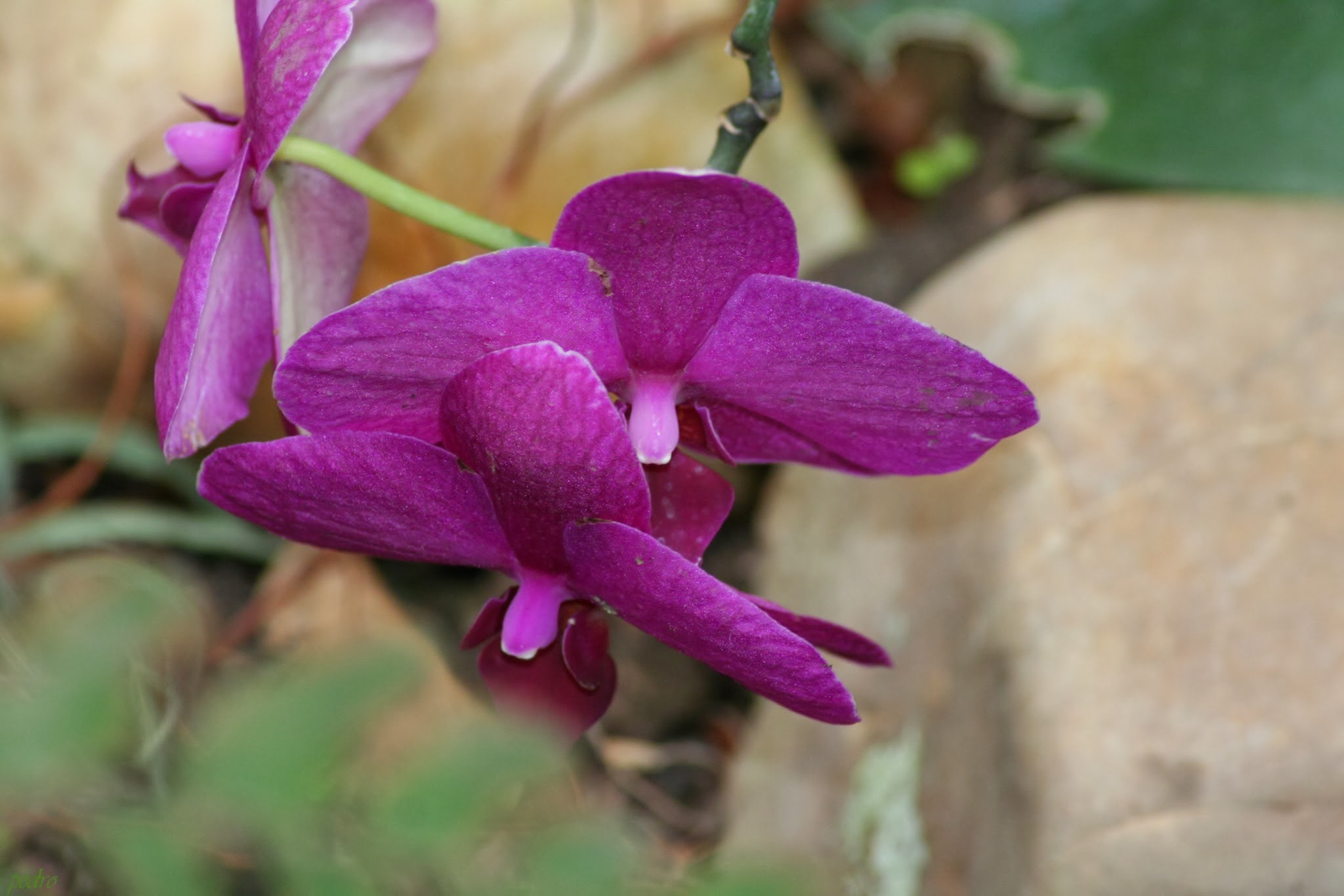

El clima subhúmedo con lluvias en verano presenta un porcentaje menor al 6% de lluvias invernales, su temperatura máxima es de 18 °C. Durante la primavera el calor es más intenso, principalmente en mayo; el frío durante el invierno es más persistente en la serranía que en la planicie, llegando alcanzar temperaturas de 2 °C bajo cero. Se tiene una persistencia media anual de 1,200 milímetros, generalmente el período de lluvias se inicia en junio y termina a mediados de octubre, registrándose una precipitación pluvial en este lapso de 875.5 milímetros, la máxima se ubica en los meses de junio, julio, agosto y la mínima en noviembre y febrero. 
- Suelo Andasol: Este tipo de suelo es de 25% en todo el territorio de Jiquipilco; presenta una capa superficial de color oscuro, generalmente negro y en ocasiones pardo, que varía en cuanto a composición textural, pues se le puede encontrar de manera compacta o suelta. Este suelo es producto del intemperismo ocasionado por materiales piroclásticos emanados y depositados en erupciones volcánicas; se caracterizan por alta capacidad de retención de humedad, es rico en materia orgánica y pobre en nutrientes. Debido a estas características, son susceptibles a erosión, por lo que es indispensable mantener sus propiedades con cobertura vegetal.
- Suelo Luvisol: Ocupa el 10% de la cobertura total del territorio de Jiquipilco, posee altas concentraciones de arcillas por debajo de la capa superficial y son poco ácidos; en general son fértiles para la agricultura. Son reconocidos por la dominancia de color rojo, aunque también se identifican tonos claros, pardos y grises. Son susceptibles a ser erosionados, a pesar de favorecer la presencia de vegetación boscosa. Las franjas de este tipo de suelo son angostas y circundan a andosoles.
- Suelo Feozem: Ocupa el 6.8% del municipio, cuenta con una capa superficial oscura de textura suave, rica en nutrientes y materia orgánica, por lo que son apropiados para sostener cualquier tipo de vegetación, dependiendo de las condiciones cismáticas. No obstante, por algunas propiedades, como textura, pendiente y clima, son altamente erodables.
- El suelo Vestisol: Tiene una concentración en el Municipio del 3%, se caracterizan por poseer altas concentraciones de arcillas plásticas, en ellos se forman importantes grietas de desecación y dureza cuando las condiciones de humedad en él son mínimas o casi nulas, presentan una textura chiclosa y pegajosa cuando se encuentran hidratados. El color de éstos tiende a ser grises a negros, en general son fértiles e impermeables y pueden sostener asociaciones vegetales que varían desde pastizales a matorrales hasta selvas bajas.

### Áreas naturales Protegidas.
Dentro del territorio municipal, podemos localizar diferentes parques naturales, como son el Santuario del Agua y Forestal Arroyo Sila, el Parque Santuario del Agua Manantiales de Tiacaque, Parque Otomí Mexica y el Santuario del Agua y Forestal Antonio Álzate. Por su parte el Santuario del Agua y Forestal Arroyo Sila es el que mayor superficie territorial presenta en el municipio, con un total de 55,505-62-94.27 hectáreas, decretada el 12 de mayo del 2006, ubicada en los municipios de Atlacomulco, Ixtlahuaca, Jiquipilco, Morelos y Villa del Carbón.   Por su parte el Santuario del Agua y Forestal Antonio Álzate, fue decretado el 12 de mayo del 2006 con una extensión de 11,529 Hectáreas. Mientras que Santuario del Agua Manantiales de Tiacaque, fue decretado el 8 de junio del 2004 con un área de 2,193 hectáreas, sim embargo, estos últimos solo ocupan una pequeña proporción de la superficie territorial de municipio de Jiquipilco. 

## Parque estatal

### Parque Estatal Ecológico, Turístico y Recreativo Zempoala La Bufa (cerro) que se denominará: Parque Otomí - Mexica del Estado de México
En el norte del Estado de México, en el municipio de Jiquipilco se encuentra La Bufa, rodeada de árboles altos, es el lugar perfecto para conectar con la naturaleza. Este lugar verde es un espacio 100 por ciento familiar donde podrás compartir alimentos con la familia, caminar bajo los pinos y la diversidad de fauna. Y si lo tuyo son las actividades extremas puedes practicar senderismo y ciclismo de montaña. En el Facebook oficial del Ayuntamiento de Jiquipilco podrás encontrar tours a este lugar que te muestran su grandeza y armonía.

## Demografía
Jiquipilco e Ixtlahuaca forman parte del listado de municipios mexiquenses que están a la espera de recibir el ansiado nombramiento del pueblo con encanto , confirmando así su participación en la convocatoria que emitió el pasado mes de febrero la Secretaría de Cultura y Turismo del Estado de México, y cuyos resultados se habrán de publicar a mediados de marzo. Jiquipilco cuenta con 76,826 habitantes.
Felipe de Jesús Sánchez Dávila alcalde de Jiquipilco, adelantó que junto a su homólogo norteño cuentan con amplias posibilidades de entrar al listado de pueblos mágicos y con encanto de México.
El edil refirió que en el caso de Jiquipilco, este cumplió con todos los requisitos que exige el concurso , y las probabilidades de obtener la categoría son de un 80 por ciento, lo que beneficiará ampliamente a su municipio ya que podrán acceder a más presupuesto que estaría destinándose a los diferentes atractivos ecoturísticos para su mantenimiento , y continuar con el cambio de imagen que se necesita.

## Educación
| Nombre del Museo           | Fecha de fundación | Adscripción        | Localidad ID | Minicipio  | Calle                                                | CP    |
| Prof. Carlos Hank González | 25/9/1996          | Gobierno Municipal | 1            | Jiquipilco | Independencia s/n (Casa de la Cultura)               | 50800 |
| De Lomas de Hidalgo        | 5/8/1992           | Gobierno Municipal | 8            | Jiquipilco | Domicilio Conocido (Int. de la Deleg. Mpal.)         | 50847 |
| Niños Héroes               | 11/8/1992          | Gobierno Municipal | 18           | Jiquipilco | Principal (a un costado escuela primaria)            | 50836 |
| Alma de la Patria          | 25/2/1993          | Gobierno Municipal | 20           | Jiquipilco | Domicilio Conocido (Int.de la Deleg. Mpal.)          | 50843 |
| De San José el Sitio       | 1/12/2005          | Gobierno Municipal | 22           | Jiquipilco | Domicilio Conocido (a un costado de la Deleg. Mpal.) | 50833 |
| De Santa Cruz Tepexpan     | 23/11/2003         | Gobierno Municipal | 25           | Jiquipilco | Domicilio Conocido (PA de la Deleg. Mpal.)           | 50830 |
| Juan Maccise Maccise       | 17/2/1993          | Gobierno Municipal | 27           | Jiquipilco | Av. Plaza de la Constitución n.º 2                   | 50840 |
| Lic. Benito Juárez         | 15/12/2004         | Gobierno Municipal | 29           | Jiquipilco | Domicilio Conocido (a un costado de la iglesia)      | 50820 |